# Acrossus laticollis
Acrossus laticollis är en skalbaggsart som beskrevs av Baudi 1870. Acrossus laticollis ingår i släktet Acrossus och familjen Aphodiidae. Inga underarter finns listade i Catalogue of Life.